# Profit (série télévisée)
Pour les articles homonymes, voir Profit (homonymie).
Profit est une série télévisée américaine, en un pilote de 90 minutes et sept épisodes de 45 minutes, créée par John McNamara et David Greenwalt et dont seulement quatre épisodes ont été diffusés entre le 8 et le 29 avril 1996 sur le réseau FOX. En France, l'intégralité de la série a été diffusée à partir du 23 juin 1997 sur Jimmy.

## Synopsis
Jim Profit est un employé nouvellement promu de Gracen & Gracen (G&G), une entreprise multinationale dont certains de ses principaux dirigeants n'ont que peu d'éthique dans leurs activités professionnelles. Cela ne désole pas Profit, qui emploie des méthodes encore plus extrêmes (chantage, corruption, extorsion…) pour réaliser ses ambitions.
Sur son chemin, il doit faire face notamment à Joanne Meltzer, la responsable de la sécurité interne, qui fera tout pour le démasquer ainsi qu'à certains autres employés méfiants dont Jim Profit convoite le poste.

## Distribution
- Adrian Pasdar (VF : Guy Chapellier): Jim Profit, directeur adjoint des acquisitions chez Gracen & Gracen
- Lisa Zane (VF : Maïk Darah) : Joanne Meltzer, responsable de la sécurité interne
- Sherman Augustus (VF : Patrice Baudrier) : Jeffrey Sykes, avocat de la firme Gracen & Gracen
- Lisa Blount (VF : Martine Irzenski) : Roberta « Bobbi » Stokowski, belle-mère de Jim Profit
- Lisa Darr (VF : Françoise Dasque)  : Gail Koner, secrétaire de Jack Walters, puis de Jim Profit
- Keith Szarabajka (VF : Patrick Floersheim) : Charles Henry « Chaz » Gracen, PDG de Gracen & Gracen et fils du fondateur de la société
- Jack Gwaltney (VF : Antoine Nouel) : Pete Gracen, frère de Chaz, directeur de Gracen & Gracen, qui brigue la place de son frère
- Allison Hossack (VF : Naike Fauveau) : Nora Gracen, femme de Pete Gracen
- Scott Paulin (VF : Jean-Luc Kayser) : Jack Walters, président des acquisitions chez Gracen & Gracen
- Jennifer Hetrick : Elizabeth Gracen Walters, femme de Jack Walters et cousine de Chaz Gracen, décoratrice
- Don S. Davis (VF : Henri Poirier) : l'ancien Shériff

## Épisodes
1. Pilote (Pilot)
2. Le Héros (Hero)
3. Sykes (Sykes)
4. La Thérapie (Healing)
5. La Cupidité (Cupid)
6. Le Casse-Tête (Chinese Box)
7. Sécurité (Security)
8. Le Pardon (Forgiveness)

## Analyse
Jim Profit n'a pas deux personnalités, même s'il en donne l'impression. Véritable génie profondément sociopathe, Profit se montre irréprochable en public tandis qu'il met en place des stratégies machiavéliques pour arriver à ses fins. En d'autres termes, il s'est construit une "façade" socialement très acceptable mais ne fait preuve d'aucun scrupule dans les machinations qu'il met en place pour atteindre ses objectifs. Il est cependant très conscient de cela et l'assume complètement, mais il fait preuve d'un mépris total pour la souffrance qu'il peut occasionner aux autres êtres humains, remplaçant en quelque sorte les notions de « bien » et de « mal » par celles de « gagner » ou « perdre ». 
Il ne faut donc pas confondre son fonctionnement avec celui d'un schizophrène ou d'une personnalité multiple. Contrairement à un psychotique, Jim Profit n'est pas du tout en rupture avec la réalité. Il ne se détruit pas non plus lui-même. Et il est au contraire très bien adapté à un environnement très compétitif comme celui de la haute finance tel qu'il est décrit dans la série. À condition bien sûr de faire l'économie de toutes sortes de sentiments humains et notamment de l'importance d'autrui en tant que personne. Ce qui ne serait pas le cas d'un psychotique.
Ce n'est d'ailleurs sûrement pas un hasard si les auteurs de la série ont choisi un sociopathe quasiment parfait, comme modèle d'un anti-héros réussissant parfaitement dans le monde des affaires. On peut y voir une forte critique du capitalisme favorisant une violence subtile et inhumaine dans les relations humaines comme moyen possible d'une réussite facile (au niveau du matériel et du pouvoir), même si les auteurs s'en défendent.
Profit est issu d'une famille très modeste et on comprend à travers les épisodes que son père alcoolique avait choisi de lui donner pour éducation et pour vérité la télévision. Ainsi, le jeune Jim a passé son enfance 24h sur 24 devant la télé enfermé dans un carton G&G, son père lui jetant les restes des repas pour le nourrir. Après s'être rebellé et fait brûler la maison familiale, Jim change de nom et décide de tirer avantage des rouages du capitalisme.
Il devient alors un cadre brillant et rempli d'ambitions, d'une courtoisie exemplaire, qui monte au sein d'une multinationale : Gracen & Gracen. Jim est aussi un homme profondément malhonnête, prêt à tout pour arriver à ses fins (chantage, corruption, intimidation), qui couche avec sa belle-mère et dort dans un carton posé dans une pièce secrète de son splendide appartement. À la fois monstrueux et terriblement humain, ce Richard III au passé trouble nous livre sa vision sans concession du monde capitaliste, dont il use et abuse pour arriver à ses fins et appliquer son propre code de bonne conduite. Au fil des épisodes, on se rend compte qu'il ne profite pas d'une personne si cela ne le sert pas et qu'il peut aussi faire le bien pour atteindre ses objectifs, ceci nuançant le côté « maléfique » de Profit et mettant en lumière ses véritables ambitions : la sauvegarde de l'entreprise considérée comme sa famille (Gracen & Gracen, a family company au sens strict ici).
Cette série a d'emblée un ton glacé et sulfureux; glacé sur la vision de la vie en entreprise et du système capitaliste en général, sulfureux en ce qui concerne la famille de Jim Profit : il tue son père et couche avec sa belle-mère qui est au courant du meurtre et menace Profit de tout révéler s'il ne fait pas ce qu'elle désire.

## Commentaires
- Profit fait partie de ces OVNI télévisuels qui ont marqué les esprits malgré un succès public très modeste. Lancée en avril 1996 sur Fox (alors que la chaîne est forte du succès d'X-Files : Aux frontières du réel), la série provoque plusieurs plaintes des téléspectateurs choqués par le ton très « mal-pensant » de la série (une scène très marquée de l'épisode pilote, où l'on voit sa mère[5] l'embrasser passionnément, a vu une baisse immédiate des spectateurs). Les résultats d'audience restent pourtant faibles et il n'en faut pas plus à la chaîne pour annuler la série après seulement trois épisodes diffusés. Profit s'arrête alors que six épisodes supplémentaires ont déjà été produits.

- En France, la série arrive en 1997 sur la chaîne Jimmy, qui en diffuse l'intégralité en exclusivité mondiale. Les Américains ne découvriront jamais les épisodes inédits, mais la série gardera malgré tout l'estime de nombreux critiques et professionnels. Les deux créateurs de Profit n'auront d'ailleurs aucun mal à travailler à nouveau sur plusieurs séries. David Greenwalt sur Buffy contre les vampires et Angel, tandis que John McNamara travaillera sur Loïs et Clark et créera la série Fastlane (qui fut elle aussi annulée après une saison complète).

- La diffusion sur Jimmy fut suivie d'une interview avec les scénaristes de la série et l'acteur principal, indiquant qu'ils avaient pour projet d'orienter la série vers la conquête politique si la diffusion n'avait pas été interrompue. Profit aurait détruit la carrière d'un sénateur et aurait poussé Pete Gracen à se présenter à son siège. Ainsi, Jim Profit aurait continué d'exercer son art, manipuler les gens en coulisses. Ce qu'il explique en voix off dans un épisode : « Celui qui pense que dominer autrui est une science se trompe. C'est un art. ».

- Ce ton si spécifique (ainsi que le fait que le héros doit faire face à des concurrents qui lui donnent du fil à retordre) est le principal intérêt dramatique de la série. La forme « à la pointe de la technologie » (réseau interne de la multinationale avec les « avatars » des employés qui explosent quand Profit les a mis hors d'état de nuire) ainsi que l'intrigue à base de quête de micro-puce vitale pour l'entreprise ont bien vieilli depuis la diffusion de la série.

- Curieusement, Profit, sur les huit épisodes tournés, traite bien plus qu'il n'y paraît le thème de la famille. Gracen & Gracen est d'ailleurs une entreprise familiale. Et la dernière réplique de la série le montre bien : « Quand la fumée se dissipe et qu'on y réfléchit bien, il n'y a que trois choses qui comptent. Sa foi, sa droiture et sa famille. ». Avec le nom Gracen inscrit en lettres majuscules sur un pilier à l'entrée de la maison familiale.

- Il s'agit de la dernière série produite par Stephen J. Cannell. Après son échec, il se tournera vers l'écriture et la production de films et téléfilms.

## Produits dérivés

### VHS
- Profit : L'épisode Pilote (22 février 2000)
- Profit : L'intégrale (21 novembre 2000)

### DVD
- Profit : L'intégrale (22 octobre 2005) ASIN B000B9VDW4